# Wadim Nanijew
Wadim Walerjewicz Nanijew (ros. Вадим Валерьевич Наниев) – rosyjski zapaśnik walczący w stylu wolnym. Wojskowy mistrz świata w 2002. Trzeci na mistrzostwach Rosji w 2003 roku.